# 清和女子中学校・高等学校
清和女子中学校・高等学校（せいわじょしちゅうがっこう・こうとうがっこう）は、高知県南国市明見にある私立女子中学校・高等学校。キリスト教主義学校（ミッション・スクール）である。キリスト教学校教育同盟加盟校。設置者は学校法人清和学園である。
埼玉県にある通信制の清和学園高等学校（学校法人一川学園）とは別法人で提携関係はない。
新入生の受け入れを2024年（令和6年）春で終了、2025年度以降停止する方針で、2026年度末で閉校となる予定である。

## 概要
高等学校の課程である清和女子高等学校は1953年（昭和28年）2月25日に認可され、全日制課程（普通科）の総定員300人である（2023年（令和5年）の実員は110人）。また、中学校の課程である清和女子中学校は1965年（昭和40年）1月30日に認可され総定員は135人である（2023年（令和5年）の実員は26人）。

## 高等学校の設置学科
- 全日制課程
  - 普通科

## 沿革
- 1901年（明治34年） - アメリカの宣教師、アニー・ダウドが2人の少女を引き取るとともに教育を始め、高知女学会を創立する[5]。
- 1907年（明治40年） - 新校舎を設ける[5]。
- 1919年（大正08年） - 各種学校として許可を受ける。修業年限5年。
- 1923年（大正12年） - ミッションの献金を受けて新校舎が完成[5]。しかし、4年で火災により全焼し、高知教会青年会、婦人会、西川合名会社、高知市議会議員有志などから支援を受けて再建[5]。
- 1932年（昭和7年）頃 - 後継者としてクロフォード夫妻が着任[5]。
- 1936年（昭和11年） - 高知女学会は廃校となり、高知教会に経営が移され清和女学校が創立される[5]。
- 1953年（昭和28年） - 高等学校として認可される。
- 1965年（昭和40年） - 清和女子中学校を併設する。
- 1985年（昭和60年） - 高知市上本宮町の校舎の老朽化に伴い、現在地に移転。
- 1986年（昭和61年） - 英語専攻科開設[6]
- 1998年（平成10年） - 英語専攻科募集停止[7]

## 制服
- 冬服 - セーラー服
- 夏服 - セーラー服

2018年まではネクタイを着用していたが、2019年よりマイナーチェンジし、スカーフリボンに変更になった。